# تقنية الحرية النفسية

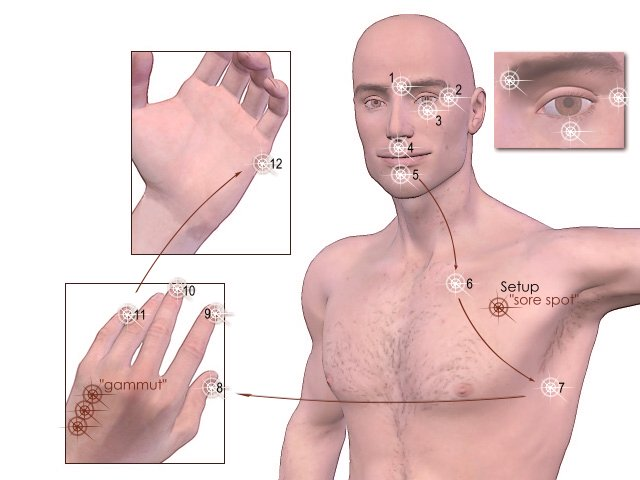

تقنية الحرية النفسية (EFT) تعني الحرية والانطلاق للعيش بسلام، وهي أداة عملية من أدوات التعامل مع ضغوط الحياة والتحرر من المشاعر السلبية. مؤسس تقنية الحرية النفسية :
(بالإنجليزية: Emotional Freedom Technique)‏ واختصارها (EFT) نشأت هذه التقنية عام 1997على يد العالم الأمريكي جيري كريغ (Gary Craig)وهو مهندس خريج جامعة ستانفورد في ولاية كاليفورنيا. كان جيري أحد المتدربين لدى الدكتور روجر كالاهان (مؤسس العلاج بحقول التفكير TFT) لكنه وجد فيها كثير من التعقيدات والتشعبات التي تجعل الأستفادة منها عملية في غاية التعقيد وبحاجة إلى ممارس متمكن ليتم تطبيقها بالشكل الصحيح، فالعلاج بحقول التفكير يعتمد على لوغارتمات Algorithms محددة لكل مشكلة، واللوغارتمات عبارة عن خطوات محددة سلفا لكل مشكلة وحين لاتتبع هذه الخطوات لن تحصل علي النتائج المرجوة، ولكن عندما درسها جيري اكتشف ان هذه اللوغارتمات ليست مبنيه علي دراسه علميه ولم يتم اثبات صحتها أو جدواها انما وضعها مؤسس العلاج بحقول التفكير بناء علي تجاربة الشخصية. فقام جيري كريغ بتأسيس تقنية شامله للتعامل مع جميع المشاكل بأنواعها فلا تختلف التقنية وخطواتها حين تتعامل مع فوبيا الطيران أو مع الاكتئاب فهي متشابهة بالخطوات وتحصل علي النتيجة الايجابية مع كل الحالات وهذا ساهم بشكل كبير في انتشار التقنية حول العالم لانها سهله التعلم والتطبيق، وايضا يمكن خضوعها لدراسات وابحاث علميه لاثباتها.وهذا ما حصل بالفعل فقد ظهر حتي عام 2011 أكثر من 22 بحث علمي يثبت نتائج التقنية ويمكن الاطلاع عليها في موقع الاتحاد التطويري لمسارات الطاقة. وتعتمد هذه التقنية على ربط العقل مع الجسم والمشاعر من خلال نظام الطاقة في الجسم.
نظرة عامة على تقنية الحرية النفسية:
تعتبر تقنية الحرية النفسية أداة عملية للاستقلال الذاتي والاسقلال الذاتي هنا معناه:(التحرر من المشاعر السلبية بأنواعها المختلفة)، وهذا النوع من الحرية هو ما يجعلك ترتقي وتتخلص من أي حواجز نفسية تعوقك عن الأداء الذي يتناسب مع قدراتك العقلية والجسدية التي تمتلكها والتى قد لا تعلم بوجودها لديك.
كما تعنى الحرية النفسية التحرر من سجن سنوات من ضعف تقدير الذات، أو الحزن لفقدان حبيب، أو أي مظهر من مظاهر اساءة المعاملة أو الاعتداء الجسدي وكذلك الحرية من قيود التعاطي والإدمان أو الاكتئاب أو الإحساس بالذنب.
كما تعنى الحرية من صعوبة تعاملك مع المحيطين والخجل من التعامل المباشر مع من حولك من الاشخاص، كما تعنى الحرية من ضعف مستواك في أي مجال من مجالات الحياة كما تحررك من أي شهوة تمتلكك.
كما تعني الحرية من الخوف الشديد (الفوبيا) ونوبات الذعر والقلق، والحرية من الذكريات المؤلمة في الماضي أو مشاعر الاكتئاب أو الإحساس بالذنب، أو تأنيب الضمير أو.....أو.....غيرها من مختلف المشاعر التي تجتاح النفس البشرية.
ونجد من السابق أن تقنية الحرية النفسية (EFT) هي الحرية التي ستغير عالمك كله تغيرا هائلا في مختلف الجوانب فلن تعود بعدها للتحدث عن صدمة مؤلمة أو غيره..كل ما سوف تحتاجه هو جزء بسيط من وقتك للحصول علي هذه الحرية.
وترتكز تقنية الحرية النفسية علي اكتشاف الخلل في نظام الطاقة الذي يتسبب بدوره في احداث تأثيرات عميقة علي نفسية الإنسان وأن تصحيح هذا الخلل في مسار الطاقة يتم عن طريق الربت أو النقر علي مناطق معينة بالجسم وهذا من شأنه أن يؤدي الي العلاج السريع، واقصد بعبارة العلاج السريع: أن الجزء الاعظم من المشكلة قد يتلاشى في دقائق معدودة 2 .
الحرية النفسية (EFT):
هي التخلص من المشاعر السلبية بكل ما تحويه الكلمة من معنى، وتعتمد هذه الطريقة على الربت بالأصابع على نقاط معينة على الوجه والصدر.وتفترض طريقة الربت أو النقر على هذه النقاط أنها ترسل اشارات الي جزء من الدماغ الذي يتحكم بالألم مما يقلل من الضغط النفسي ويعيد التوازن في مسارات الطاقة (مسارات الطاقة هي :اماكن في جسم الإنسان توزع الطاقة علي كامل الجسم ومنها تنتج المشاعر السلبية بسبب اختلال في هذه المسارات)عبر الجسم وبالتالي يتم التخلص من المشاعر السلبية التي تؤرق الإنسان مثل (الالم والخوف والغضب والحزن وغيرها من المشاعر الغير مرغوب فيها).
اثبتت الدراسة ان نسبة نجاح هذه التقنية قوية جدا، ونسبة النجاح هذه تعتمد علي تحديد المشكلة بوضوح فهذا من اساسيات نجاح التقنية.
واستنادا إلى الطب الصيني يعتقد ان نقاط الطاقة الفعالة هي مناطق تتدفق فيها طاقة الجسم وتساعد هذه المسارات علي موازنة تدفق الطاقة للحفاظ علي الصحة، وتساعد طريقة النقر علي استعادة توازن الطاقة مما يخفف من الاعراض التي تسببها أي تجربة سلبية.
مواضع النقر في جسم الإنسان:
أما عن مواضع النقر في جسم الإنسان فقد حددها في الجزء العلوي من الجسم وتنحصر هذه المواضع في تسع نقاط وتعتبر هذه النقاط هي نهايات خط طول الطاقة وهي:(خط ما يسمى ببقعة الكاراتيه تحت اصبع اليد الصغير -أعلي الرأس والحاجب -جانب العين وتحت العين -وما بين الانف والشفة العليا والذقن -وعظمة اخر الرقبة وتحت الذراع).
وسبب اختيار هذه الاماكن بالذات أنه يسهل الوصول اليها وأنها تعتبر أقرب المسارات واشدها قوة في التأثير.
ويعتبر من أقوي ثمار هذه التقنية أنه يصعب علي الإنسان أن يعيد استرجاع المواقف السلبية التي مر بها سابقا، وبهذا فقد اثبتت التقنية نجاحها في تخلص الإنسان من كل ما يريد التخلص منه من مشاعر سلبية أو الام جسدية أو نفسية أو رغبة قوية تجاه شيء يرغب الإنسان في التخلص منه.
ونهاية : المحارب هو من يملك القوة النفسية والعقلية للتغلب على نقاط ضعفه واظهار نقاط قوته من اجل تحقيق ذاته.